# De lo sublime
El tratado De lo sublime (en griego antiguo: Περὶ ὕψους, romanizado: Perì hýpsous) es, junto con la Poética de Aristóteles, una de las obras más importantes de estética de la antigüedad. De autor anónimo, el tratado es una larga discusión acerca de lo sublime, el estilo de retórica considerado elevado, que tiene el propósito de encantar a la audiencia, por tocar las cuerdas de la sensación y de las emociones (pathos).

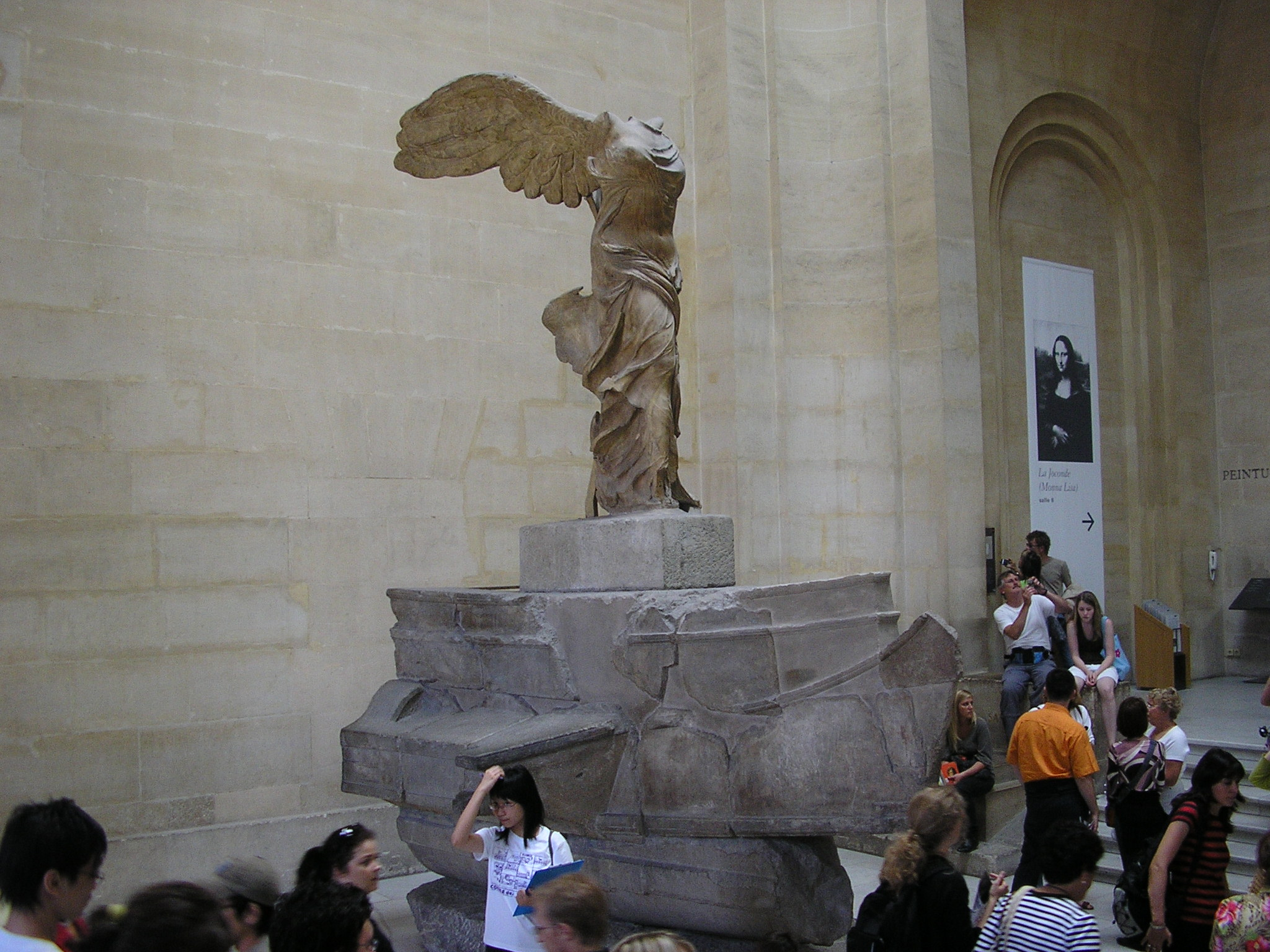
La Victoria de Samotracia, una representación plástica de lo sublime.

## Paternidad y datación de la obra

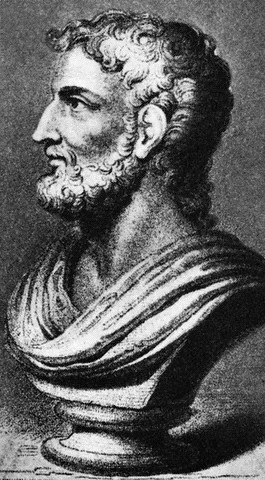
Cornelio Tácito, cuyo pensamiento era cercano al del autor De lo sublime.

Una cuestión difícil de resolver está vinculada a la identidad del autor, que sigue siendo desconocido: en las fuentes antiguas, de hecho, nunca se menciona su nombre, y esto crea incertidumbre en la asignación del tratado. En el encabezado del manuscrito más antiguo, el Parisinus Graecus 2036 del siglo X, y también en otros manuscritos, como el Vaticanus Graecus 285 del siglo XVI (que contiene un fragmento del tratado), en el que se observó por primera vez en 1808 por Girolamo Amati, en la tabla de contenido de la lista que muestra las palabras Διονισίου ἤ Λογγίνου («de Dionisio o de Longino»), lo que demuestra que incluso en el momento en que se transcribe (siglo X) se había perdido la memoria de su autor, cuya identidad se fabrica fundiendo los nombres de dos oradores eminentes de la época imperial: Dionisio de Halicarnaso y Casio Longino,  lo que a veces el autor se refiere como «Pseudo-Longino».
Sin embargo esta atribución es difícil de sostener: Dionisio mantenía posiciones irreconciliables con las expresadas en el tratado, mientras para Longinus la dificultad es puramente cronológica. En el tratado, de hecho, es evidente una intención polémica contra Cecilio de Caleacte, autor que vivió en el siglo I a. C., y como Casio Longino vivió en el siglo III, parece poco probable que él pudiera haber escrito De lo sublime para refutar un autor unos cuatro siglos más antiguo. Además, otro argumento en contra de la atribución a Longino es el hecho de que el texto menciona autores que vivieron a más tardar en el primer siglo antes de Cristo. Los más recientes son Cicerón y Teodoro de Gadara; este último aparentemente vivió hasta al menos el 6 a. C., y es situado por la Suda en el 33 a. C. El trabajo finalmente termina con una disertación sobre la corrupción de la elocuencia, típica de la época en la que vivían los autores de temas tales como Tácito, Petronio y Quintiliano, que, cada una a su manera, tratan este tema.
Además de estos dos, se proponen otros nombres. Entre ellos Ermagora, retórico que vivió en Roma en el siglo I d. C., conocido por haber sido alumno de Teodoro de Gadara, al que Augusto Rostagni atribuye su autoría porque en él se menciona una vez a Teodoro: esta cita sería una prueba del hecho de que el Anónimo fue un discípulo de Teodoro y sirve como un término post quem para la datación del tratado mismo. Pero atribución es dudosa por el hecho de que la Suda lo presenta como un discípulo de Cecilio de Caleacte, en oposición a cuyo trabajo fue escrito el tratado.
Otra hipótesis se refiere a Elio Teón, en cuyos  Ejercicios de voz, hay ideas relacionadas con las De lo sublime; en este caso, sin embargo, se opone a la imputación propuesta por Italo Lana, el hecho de que Teone comparte las doctrinas —la teoría del estatus— con Cecilio de Caleacte. H. Richards avanza en su lugar el nombre de Pompeyo Gemino, al que Dionisio de Halicarnaso dedica la epístola literaria que va a su nombre. Otras hipótesis menores son: Plutarco (Vaucher), Dio de Prusa (Herrmann), Dionisio de Pérgamo (B. Weiske), o un desconocido Dionisio Longino (M. J. Boyd).
Sin embargo, hoy en día la discusión sobre la identidad del Anónimo ha perdido su importancia, y la crítica es unánime en la colocación de la obra en el primer siglo d. C.

## Contenido
De lo sublime es un tratado de estética y una obra de crítica literaria. Está escrito en forma epistolar y la parte final, posiblemente relacionada con la rétórica, se ha perdido.

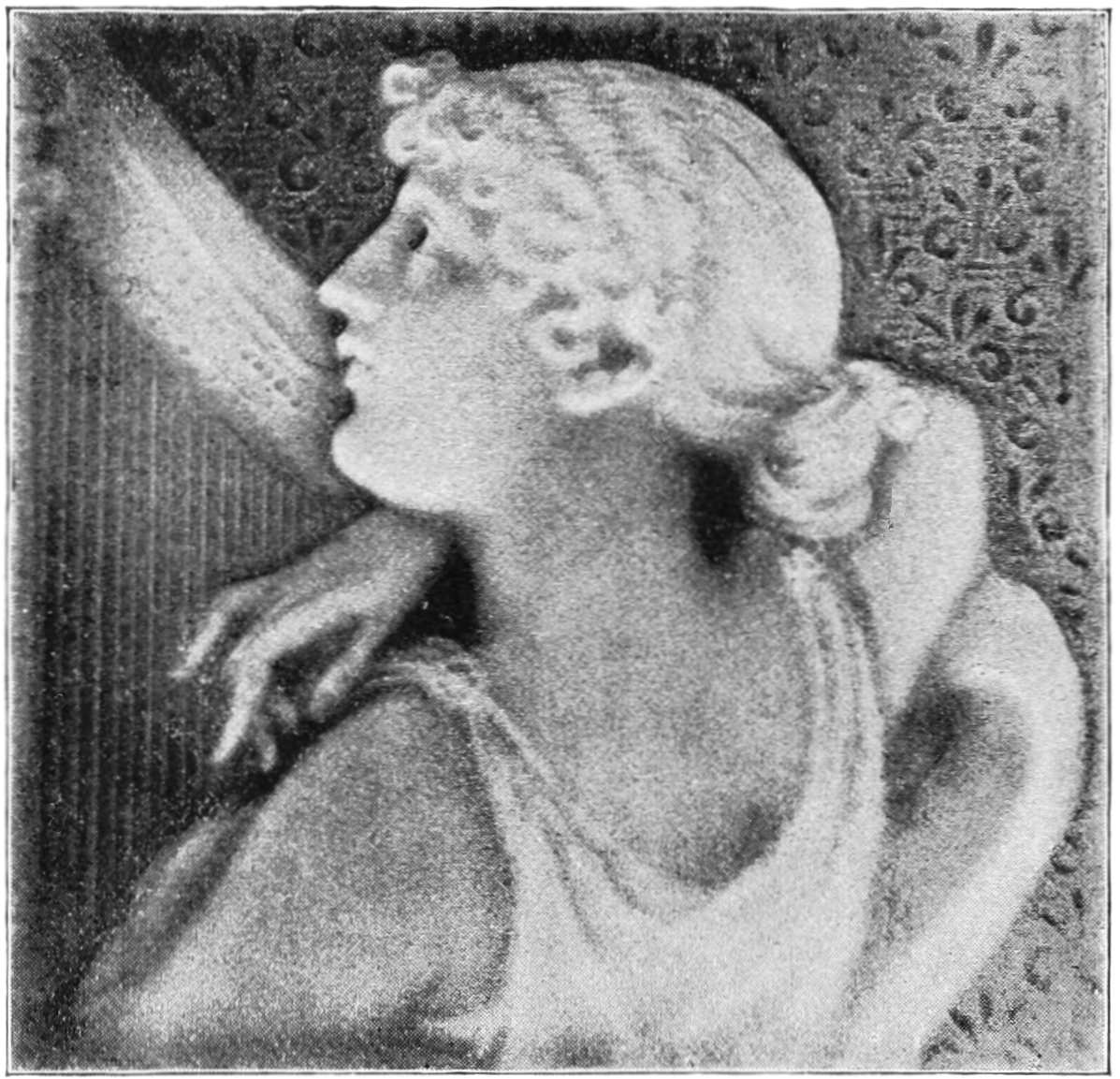
La obra de Safo es uno de los ejemplos incluidos en De lo sublime.

Está dedicado a Posthumius Terentianus, una figura romana y pública culta, aunque poco se sabe de él. De lo sublime es un compendio de ejemplos literarios, con cerca de cincuenta autores, que abarcan 1000 años, mencionados o citados. Junto con los ejemplos esperados de Homero y otras figuras de la cultura griega, Longinus se refiere a un pasaje del Génesis, que es bastante inusual en el siglo I:

Un efecto similar fue logrado por el legislador de los judíos, no es un genio, ya que ambos entendieron y dieron expresión al poder de la divinidad como se merecía, cuando escribió en el comienzo de sus leyes, y cito sus palabras: «Dios dijo: “Hágase la luz”, y la hubo. “Que haya tierra”, y la hubo».
De lo sublime, 9, 9

Dada su referencia positiva al Génesis, se supone que el autor es un judío helenizado o que está familiarizado con la cultura judía. Como tal enfatiza que, para ser un escritor verdaderamente grande, los autores deben tener «excelencia moral». De hecho, los críticos especulan que Longino evitó la publicación en el mundo antiguo «por modestia o por motivos prudenciales». Además, Longino subraya que los escritores transgresores no son necesariamente tontos descarados, incluso si toman riesgos literarios que parecen «audaces, sin ley y originales». En cuanto a la subjetividad social, Longino reconoce que la libertad completa promueve el espíritu y la esperanza; de acuerdo con Longino, «nunca un esclavo se convirtió en orador». Por otro lado, demasiado lujo y riqueza conducen a una decadencia en la elocuencia, siendo la elocuencia el objetivo del escritor sublime.

### Lo sublime

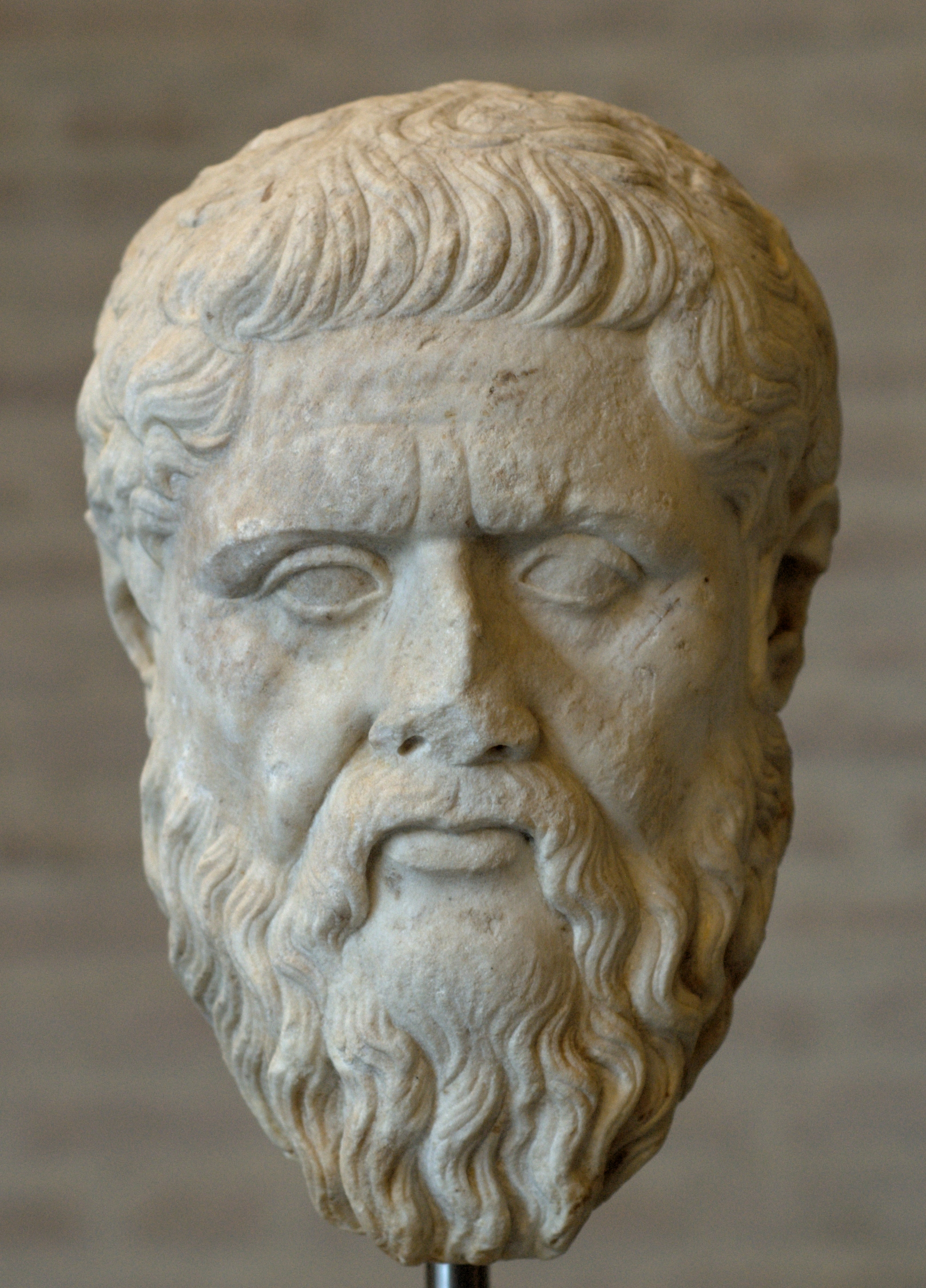
Platón es el principal referente del autor De lo sublime.

Longino aplaude críticamente y condena ciertas obras literarias como ejemplos de estilos de escritura buenos o malos. Longino finalmente promueve una «elevación de estilo» y una esencia de «simplicidad» y dice por ejemplo: «la primera y más importante fuente de sublimidad es el poder de formar grandes concepciones». El concepto de lo sublime generalmente se acepta para referirse a un estilo de escritura que se eleva «por encima de lo ordinario». Finalmente, Longino establece cinco fuentes de sublimidad: «grandes pensamientos, emociones fuertes, ciertas figuras del pensamiento y el habla, dicción noble y utilización de palabras dignas».
Los efectos de lo sublime son: pérdida de la racionalidad, una alienación que conduce a la identificación con el proceso creativo del artista y una emoción profunda mezclada en placer y la exaltación. Un ejemplo de lo sublime (que el autor cita en la obra) es un poema de Safo, la llamada Oda a los celos, definida como una «oda sublime». El objetivo de un escritor no es expresar sentimientos vacíos, sino despertar emociones en su audiencia.
En el tratado, el autor afirma que «lo sublime lleva a los oyentes no a la persuasión, sino al éxtasis: porque lo maravilloso siempre va junto con una sensación de consternación, y prevalece sobre lo que es solo convincente o deleitable, la persuasión, como la regla, está al alcance de todos: mientras que lo sublime, dando al habla un poder invencible y una fuerza [invencible], se eleva sobre cada oyente».
Según esta declaración, uno podría pensar que lo sublime, para Longino, fue solo un momento de evasión de la realidad. Pero, por el contrario, pensó que la literatura podía modelar un alma, y que un alma podía derramarse en una obra de arte. De esta manera, el tratado se convierte no solo en un texto de investigación literaria, sino también en una disertación ética, ya que lo sublime se convierte en el producto de una gran alma (μεγαλοφροσύνης ἀπήχημα megalophrosunēs apēchēma). Las fuentes de lo sublime son de dos tipos: fuentes innatas («aspiración a conceptos vigorosos» y «pasión fuerte y entusiasta») y fuentes adquiribles (dispositivos retóricos, elección del léxico correcto y "composición digna y elevada").

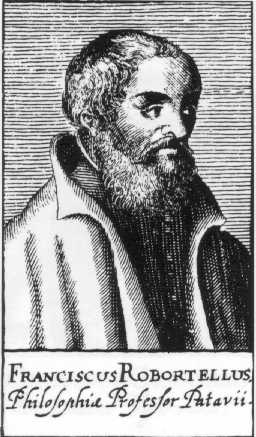
Francesco Robortello fue el introductor de la obra en el Renacimiento.

### Decadencia de la retórica
El autor también habla de la decadencia de la oratoria, como resultado no solo de la ausencia de libertad personal, sino también de la corrupción de la moral, que en conjunto destruyen ese elevado espíritu que genera lo sublime. Por lo tanto, el tratado se centra claramente en la controversia ardiente que rugió en el siglo I d. C. en la literatura latina. Si Petronio señaló el exceso de retórica y las técnicas pomposas y antinaturales de las escuelas de elocuencia como las causas de la decadencia, Tácito estaba más cerca de Longino al pensar que la raíz de esta decadencia fue el establecimiento del Imperio, que aunque trajo estabilidad y paz, también dio lugar a la censura y puso fin a la libertad de expresión. Por lo tanto, la oratoria se convirtió simplemente en un ejercicio de estilo.

### Traducciones y datos perdidos
Los traductores no han podido interpretar claramente el texto, incluido el título en sí. Lo «sublime» en el título ha sido traducido de varias maneras, para incluir sentidos de elevación y estilo excelente. La palabra «sublime», argumenta Rhys Roberts, es engañosa, ya que el objetivo de Longino se refiere en general a «lo esencial de un estilo noble e impresionante». Además, falta aproximadamente un tercio del tratado. Las cuestiones se complican aún más al darnos cuenta de que los escritores antiguos, contemporáneos de Longino, no citan ni mencionan el tratado de ninguna manera.

### Limitaciones de la escritura
A pesar de la aclamación crítica hacia Longino, su escritura está lejos de ser perfecta. El entusiasmo ocasional de Longino crea cierta confusión en cuanto al significado de su texto. Además, el crítico del siglo XVIII Edward Burnaby Greene encuentra que Longino, en ocasiones, es «demasiado refinado». Greene también afirma que el enfoque de Longinus en las descripciones hiperbólicas es «particularmente débil y mal aplicado». Ocasionalmente, Longino también cae en una especie de «tediosidad» al tratar a sus sujetos. El tratado también se limita en su concentración en la trascendencia espiritual y la falta de enfoque en la forma en que las estructuras del lenguaje determinan los sentimientos y pensamientos de los escritores. Finalmente, el tratado de Longino es difícil de explicar en un entorno académico, dada la dificultad del texto y la falta de «reglas prácticas de tipo educativo».

### Estilo de escritura y retórica

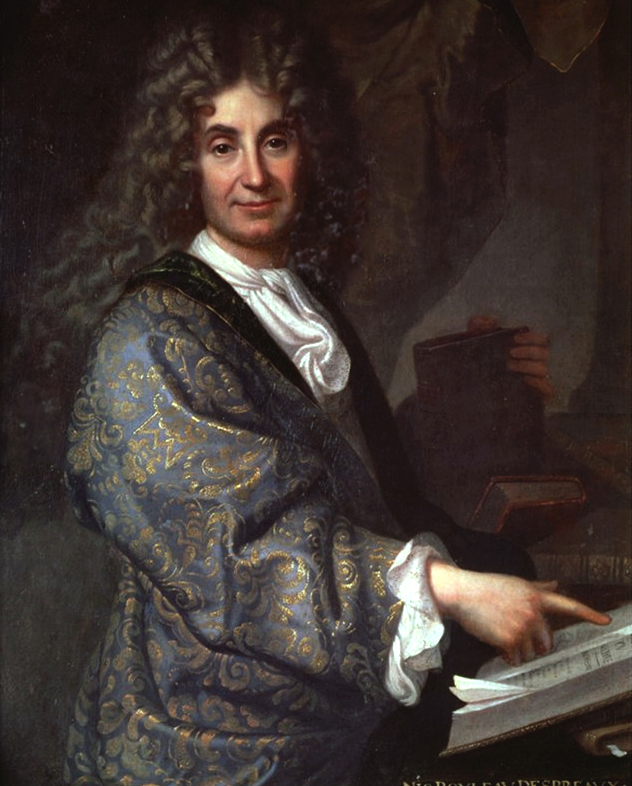
Nicolás Boileau, su traducción de la obra fue clave para la formación del gusto barroco.

A pesar de sus fallas, el tratado sigue siendo críticamente exitoso debido a su «tono noble», «preceptos aptos», «actitud juiciosa» e «intereses históricos». Una de las razones por las que es tan improbable que los críticos antiguos conocidos escribieran sobre De lo sublime es porque el tratado está compuesto de forma muy diferente de cualquier otra obra literaria. Dado que la fórmula retórica de Longino evita dominar su trabajo, la literatura sigue siendo «personal y fresca», única en su originalidad. Longino se rebela contra la retórica popular de la época atacando implícitamente la teoría antigua en su enfoque sobre una crítica detallada de palabras, metáforas y figuras. Más explícitamente, al negarse a juzgar los tropos como entidades en sí mismos, Longino promueve la apreciación de los recursos literarios en lo que se refiere a los pasajes como un todo. Esencialmente, Longino, caso raro para un crítico de su tiempo, se centra más en la «grandeza de estilo» que en las «reglas técnicas». A pesar de su crítica de los textos antiguos, Longino sigue siendo un «maestro de la sinceridad y la buena naturaleza». Además, el autor inventa sorprendentes imágenes y metáforas, escribiendo casi líricamente a veces. En general, Longino aprecia, y hace uso de, la dicción simple y las imágenes audaces.
En lo que se refiere al lenguaje, la obra es ciertamente única porque es una mezcla de expresiones del griego Koine helenístico al que se le agregan construcciones elevadas, expresiones técnicas, metáforas, formas clásicas y raras que producen un pastiche literario en las fronteras de la experimentación lingüística.

### Influencias

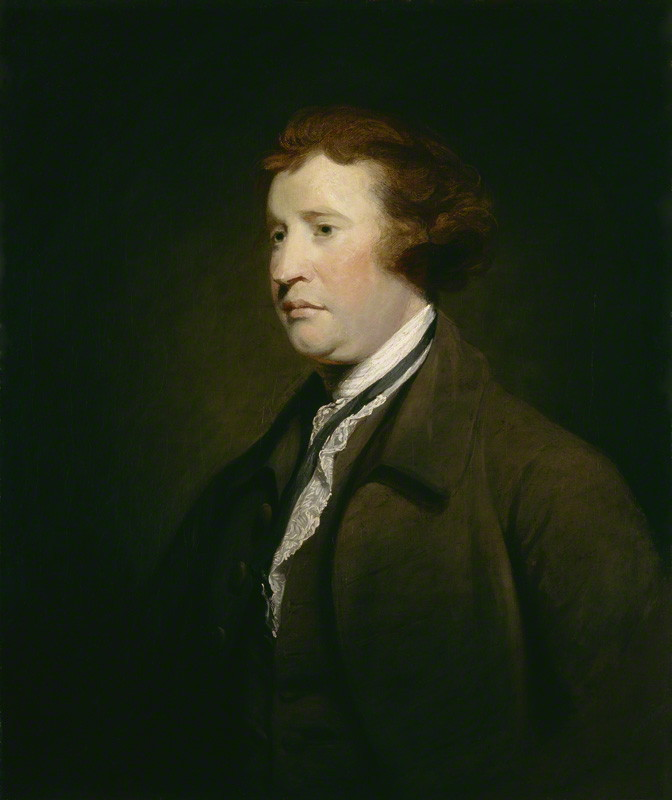
Edmund Burke sigue las ideas De lo sublime

Al leer De lo sublime, los críticos han determinado que el antiguo filósofo y escritor Platón es un «gran héroe» para Longino. No solo Longino viene en defensa de Platón, sino que también intenta elevar su posición literaria en oposición a las críticas de sus contemporáneos. Otra influencia en el tratado se puede encontrar en las figuras retóricas de Longino, que se basan en las teorías de un escritor del siglo I a. C., Cecilio de Caleacte.

## Crítica histórica y usoDe lo sublime
- Siglo X: El tratado original, antes de la traducción, se copia en un manuscrito medieval y se atribuye a «Dionisio o Longino».[14]
- Siglo XIII: Un retórico bizantino hace referencias oscuras a lo que puede ser el texto de Longino.[16]
- Siglo XVI: El tratado es ignorado por los estudiosos hasta que es publicado por Francesco Robortello en Basilea, en 1554, y Niccolò da Falgano, en 1560.[14] El trabajo original se atribuye a «Dionysius Longinus» y en la mayoría de los países europeos se hacen traducciones del tratado.
- Siglo XVII: Los efectos sublimes se convierten en el fin deseado de gran parte del arte y la literatura del Barroco, y la obra redescubierta de «Longino» abarca media docena de ediciones en el siglo XVII. Es la traducción de 1674 de Nicolás Boileau del tratado al francés lo que realmente comienza su carrera en la historia de la crítica. A pesar de su popularidad, algunos críticos afirman que el tratado era demasiado «primitivo» para ser realmente entendido por una audiencia «demasiado civilizada» del siglo XVII.
- Siglo XVIII: la traducción de William Smith en 1739 estableció al traductor y una vez más llevó la obra a la fama. El texto de Longino alcanza su apogeo en popularidad.[16] En Inglaterra, los críticos estiman que los principios de composición y equilibrio de Longino sólo son secundarios a la Poética de Aristóteles. La Investigación filosófica de Edmund Burke sobre el origen de nuestras ideas sobre lo sublime y lo bello y la crítica del poder del juicio de Immanuel Kant[18] están en deuda con el concepto de lo sublime de Longino, y la categoría pasa al discurso intelectual. Como dice la obra, «El efecto del lenguaje elevado sobre una audiencia no es persuasión sino transporte», un sentimiento adecuado para los pensadores y escritores románticos que van más allá de la lógica, a las fuentes de lo sublime. Al mismo tiempo, los románticos sienten cierto desprecio por Longino, dada su asociación con las «reglas» de los poetas clásicos. Tal desprecio es irónico, dada la amplia influencia de Longino en la configuración de la crítica del siglo XVIII.[11]
- Siglo XIX: a principios del siglo XIX, surgen dudas sobre la autoría del tratado. Gracias al erudito italiano Amati, ya no se asume que Cassius Longinus es el escritor De lo sublime. Simultáneamente, la popularidad crítica del trabajo de Longino disminuye enormemente; aunque el trabajo todavía está en uso por los estudiosos, rara vez se cita. A pesar de la falta de entusiasmo público, algunas ediciones y traducciones de la obra se publican a finales de siglo.[16]
- Siglo XX. Aunque el texto aún es poco citado, mantiene su estatus, aparte de la Poética de Aristóteles, como "la más deliciosa de todas las obras críticas de la antigüedad clásica".[16] Véase también el ensayo de Neil Hertz sobre Longino en su libro, El final de la línea. Hertz responde en parte al libro de Thomas Weiskel The Romantic Sublime, probablemente el relato más influyente de las actitudes románticas británicas y alemanas hacia lo sublime tanto de Burke como de Longino.[19][20]  Anne Carson y Louis Marin también tienen la oportunidad de hablar sobre Longino y Harold Bloom y William J. Kennedy tienen relatos significativos sobre la obra. William Carlos Williams también utiliza tres líneas de la obra como epígrafe del Prólogo de Kora en el infierno.[21][22]

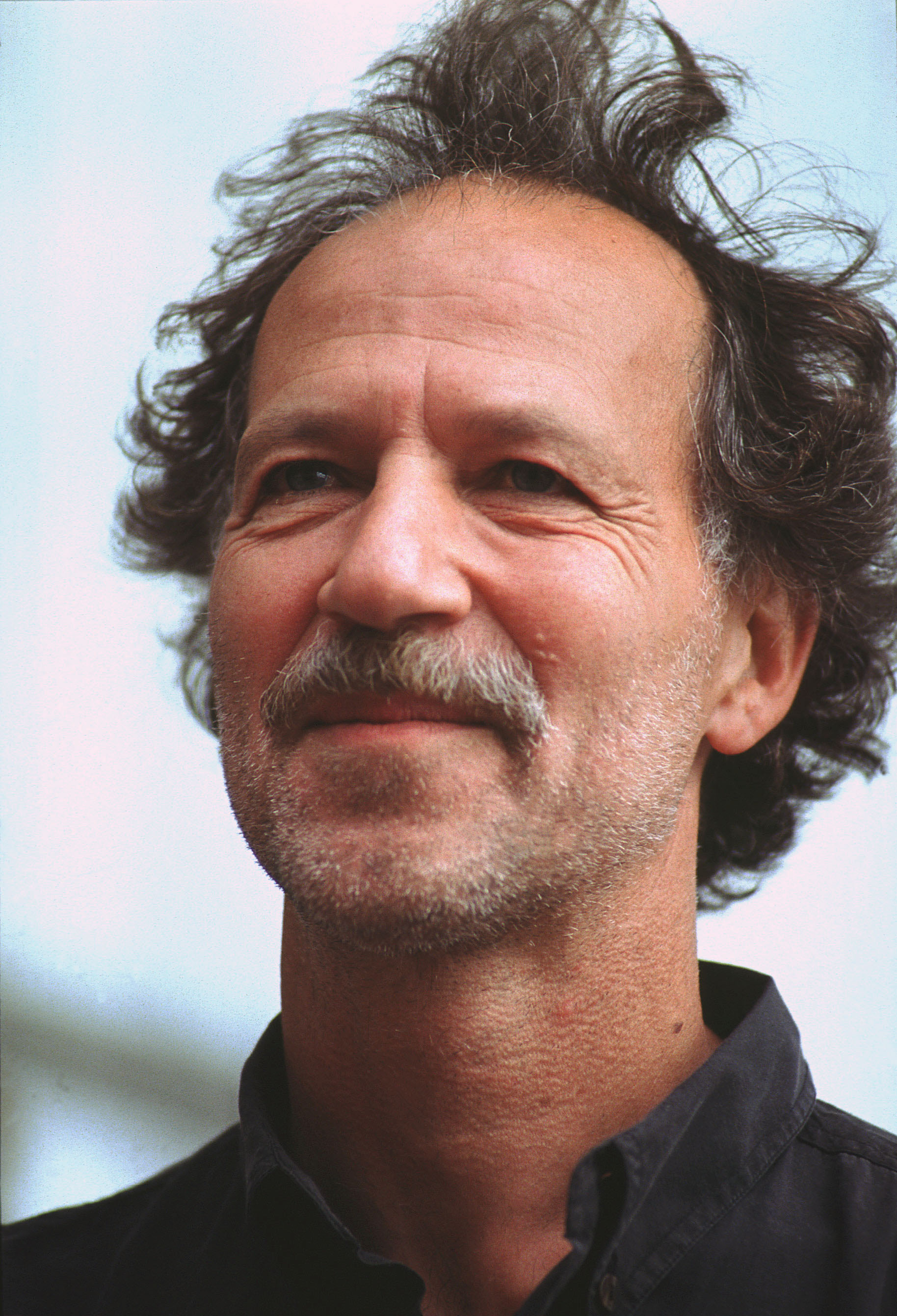
Werner Herzog se identifica con los planteamientos De lo sublime

El director de cine alemán Werner Herzog afirma tener afinidad con la obra de Longino, en una charla titulada Sobre lo Absoluto, la verdad sublime y extática, presentada en Milán. Herzog dice que piensa en Longino como un buen amigo y considera que las nociones de iluminación de Longino tienen un paralelo en algunos momentos en sus películas. Y cita a Longino: «Porque nuestra alma se eleva fuera de la naturaleza a través de lo verdaderamente sublime, se balancea con los espíritus elevados y se llena de alegría orgullosa, como si hubiera creado lo que escucha».